# Les Bleus en cavale
Les Bleus en cavale est la cinquante-cinquième histoire de la série Les Tuniques bleues de Lambil et Raoul Cauvin. Elle est publiée pour la première fois du no 3132 au no 3142 du journal Spirou, puis en album en 1998.

## Résumé
À la fin de l'album précédent, Chesterfield et Blutch se sont réfugiés au Mexique, après avoir déserté l'armée. Dans cette nouvelle aventure, le général Grant ordonne à tous ses soldats de les retrouver afin de les supprimer. Pour maximiser ses chances, il décide de mettre une prime sur eux.
Pendant ce temps, Chesterfield décide de se rendre à Washington afin de demander la grâce du président, pour lui et pour Blutch. Ce dernier l'accompagne, même s'il sait pertinemment que c'est risqué. En chemin, ils croisent un cirque ambulant avec qui ils décident de faire route, pour augmenter leurs chances d'arriver discrètement à Washington. Mais ils vont avoir du pain sur la planche, car ils doivent désormais échapper aux sudistes, à leurs copains nordistes et aux chasseurs de primes.

## Personnages
- Sergent Chesterfield
- Caporal Blutch
- Général Alexander
- Général Grant